# Caspar David Friedrich – Der Gedankenmaler der Romantik

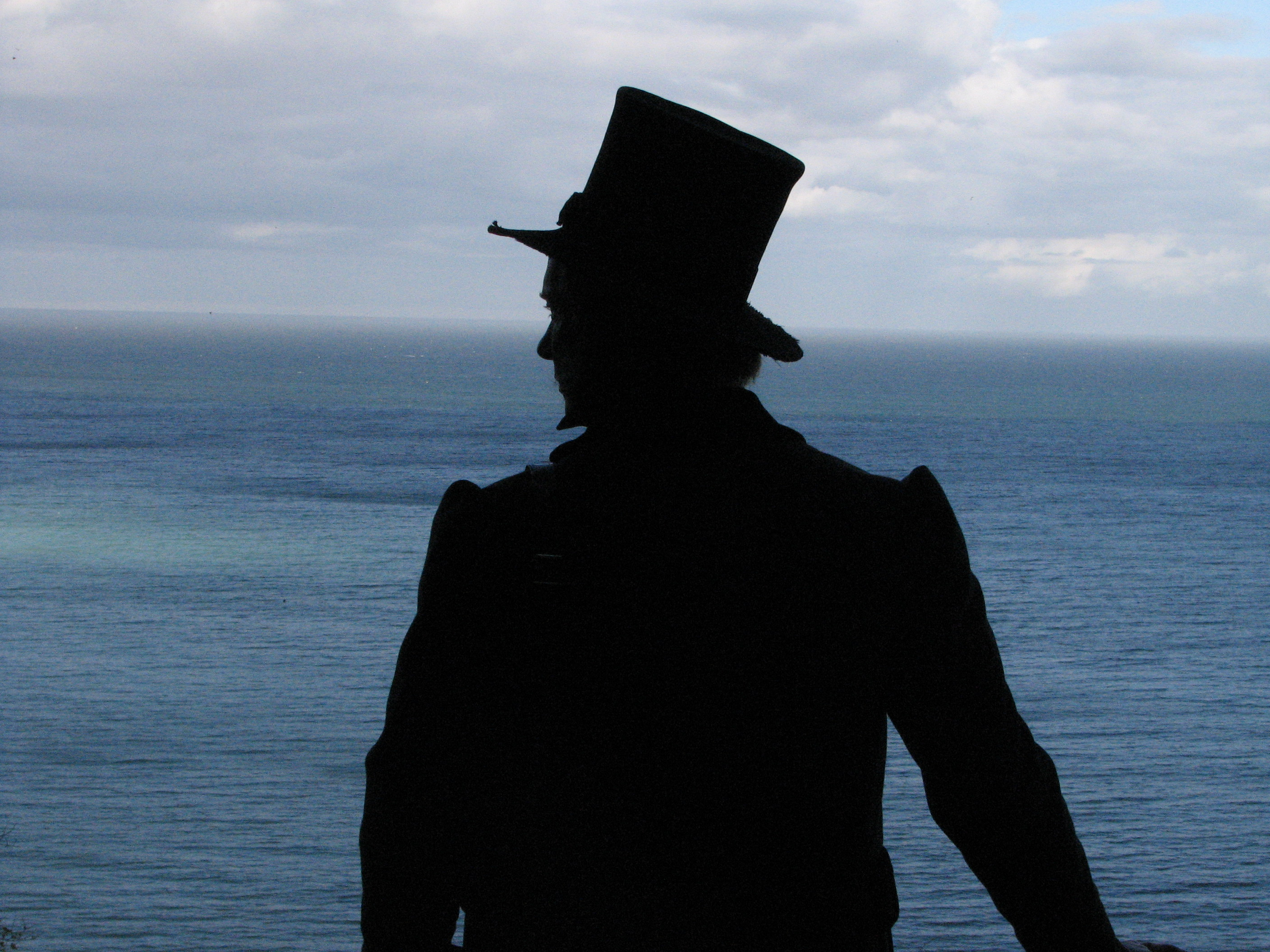
Caspar David Friedrich (Film)

Caspar David Friedrich – Der Gedankenmaler der Romantik ist ein deutscher Dokumentarfilm aus dem Jahr 2007. Regie führte Thomas Frick, produziert wurde der Film im Auftrag des NDR.

## Inhalt
Caspar David Friedrich, schwedisch-pommerscher Untertan aus Greifswald, will die sächsische Kunstmetropole Dresden erobern. Sein Ziel ist eine Professur an der königlichen Kunstakademie. In den Jahren 1807–1810 entwickelt er seinen eigenen Stil in der Landschaftsmalerei – ein Stil, der bis heute den Begriff Romantik trägt. (Text: NDR)

## Hintergrund
Der Film dokumentiert die wichtigsten Lebensstationen des Malers. Gedreht wurde an Originalschauplätzen in Dresden, Berlin, im Schloss Ludwigslust, Greifswald und auf der Insel Rügen. Das Budget betrug 200.000 Euro.
Namhafte Experten, wie der damalige Direktor der Kunsthalle Hamburg Hubertus Gaßner und der Greifswalder Psychiater und Psychotherapeut Carsten Spitzer, beleuchten Persönlichkeit und Werk des berühmten Malers.

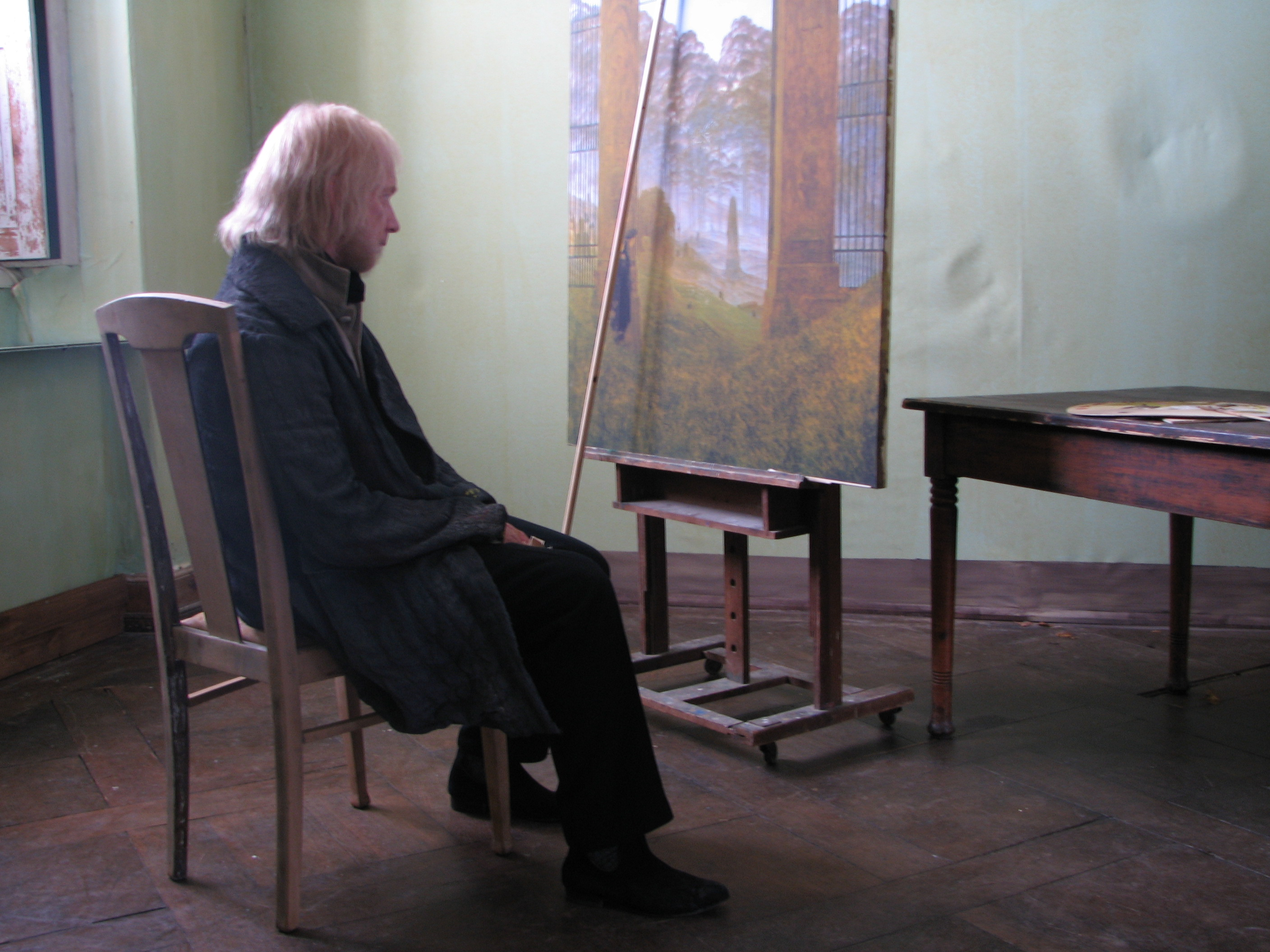
Caspar David Friedrich (Film)

Neben Friedrichs Lebensstationen thematisiert der Film den Streit zwischen den Kunstkritikern über seinen Malstil, der später als Epoche der Romantik Anerkennung fand.

## Aufführungen
- Filmfest Schwerin 2008

TV:
- 19.10.2023 – 3sat
- 04.05.2023 – 3sat
- 27.04.2023 – 3sat
- 04.09.2022 – hr-Fernsehen
- 11.08.2022 – 3sat
- 03.05.2015 – ARD-alpha
- 28.08.2011 – hr-Fernsehen
- 17.06.2008 – NDR
- 23.12.2007 – NDR (Deutsche TV-Premiere)[5]